# Fab Faya
Fab Faya (artiestennaam van Fabrice Bilomba; Brussel, 17 oktober 1983) is een Belgische musicus van Congolees-Jamaicaanse afkomst.
In 2005 deed hij het voorprogramma van Diam's in Club Carré, en stond op het podium met Alpha Blondy, Zap Mama & Youssou N'Dour op het festival Couleur Café in Brussel.
Fab Faya brak door met zijn in 2011 uitgebrachte single Rock That. Later bracht hij nog singles als Rock This Party (met DJ Licious), Get Hyper en Rollin (met Mark With a K) uit.
In 2011 mocht hij het voorprogramma van Sean Paul in Denemarken verzorgen en dat van Lil Jon, Akon en Colonel Reyel in België.
In 2013 deed hij het voorprogramma van Booba in B-Club, Mirano Continal & Carré in België en het Theatre de'l aventure in Congo.
Fab Faya was resident MC in Club "Carré" te Willebroek.